# Xabakhtan
Xabakhtan és una regió àrab medieval a l'est d'Urfa avui Sanliurfa a Turquia, l'antiga Edessa. Incloïa diverses fortaleses (la principal Djumlayn que correspondria a la moderna Çimdine Kalesi al vessant oriental del Tektek Dagh) i s'esmenta a partir de les Croades. El país va formar part del comtat d'Edessa al segle xii fins al 1144 quan fou ocupat per Zengi. Després va estar en mans dels ortúquides d'Amida i de Mardin i d'alguns prínceps aiúbides al final del segle i el primer terç del segle següent; ocupada en un moment pel xa de Coràsmia Djalal al-Din Manguberti va passar altre cop als ortúquides i després als mongols de Pèrsia però amb els ortúquides com a vassalls que hi governaven al final del segle xiii. Després no se'n tenen més notícies.